# Keijo Kurttila
Keijo Tapio Kurttila (Utajärvi, 8 aprile 1975) è un ex fondista finlandese.

## Biografia
In Coppa del Mondo esordì il 17 dicembre 1999 a Engelberg (41°) e ottenne il primo podio il 6 gennaio 2002 in Val di Fiemme (2°).
In carriera prese parte a due edizioni dei Giochi olimpici invernali, Salt Lake City 2002 (25° nella sprint) e Torino 2006 (23° nella sprint, 5° nella sprint a squadre), e a due dei Campionati mondiali (15° nella sprint a Val di Fiemme 2003, 15° nella sprint e nella sprint a squadre a Oberstdorf 2005).
Concluse l'attività agonistica ad alto livello nel novembre del 2009 a Kuusamo, anche se continuò a prendere parte ad alcune gare minori fino al 2012.

## Palmarès

### Coppa del Mondo
- Miglior piazzamento in classifica generale: 31º nel 2002
- 4 podi (tutti individuali[1]):
  - 3 secondi posti
  - 1 terzo posto